# Justicia guerkeana
Justicia guerkeana är en akantusväxtart som beskrevs av Schinz. Justicia guerkeana ingår i släktet Justicia och familjen akantusväxter. Inga underarter finns listade i Catalogue of Life.